# Mikronéziai labdarúgó-szövetség
A Mikronéziai labdarúgó-szövetsége (FSMFA) a Mikronéziai Szövetségi Államok labdarúgását és a nemzeti csapatot irányító testülete. A szervezet nem tagja a FIFA-nak.

## Történelem

### 1992–1996: A mikronéziai labdarúgás kezdete
Iskolákban már több, mint 20 éve játszották a sportot, mielőtt 1992-ben először komoly kísérletet tettek a szervezett labdarúgás minőségének és színvonalának javítására, főként az ország bennszülött lakosai körében. Ezt egy program bevezetésével próbálták meg elérni, amin keresztül minden korosztálynak bemutatták a sportot.
Pohnpeiben indult el az első labdarúgó-bajnokság, állami szinten. Yap államban egyetlen csapat jött létre, ami a szigetre érkező hajók legénysége ellen játszott mérkőzéseket. Kosrae-szigeten utánpótlás-ligát alapítottak.
1997-ben a Mikronéziai Szövetségi Államokat felvették a Nemzetközi Olimpiai Bizottság Óceániai osztályába. Ennek ellenére a bizottság szabályai miatt nem tudtak befektetni pénzt az ország labdarúgós-programjába, amíg a FIFA el nem ismerte volna azt. Ennek következtében a labdarúgás fejlődése főként adományokkal, majd később a labdarúgó-szövetség segítségével történt.
2002-re nagyjából 150 felnőtt és 500 utánpótlás labdarúgó játszott az országban, három bíróval és öt edzővel. A 150 játékosból egyetlen se játszott profi szinten. Ehhez hasonlóan profi labdarúgó-klubja se volt az országnak, csak amatőr csapatok, amik az ország három államában (Chuuk, Pohnpei és Yap) játszottak néha mérkőzéseket. Kosrae államban nem létezett szervezett labdarúgás. Az egész országban mindössze öt stadion volt található, ami elég nagy volt a mérkőzések megrendezésére.
Annak következtében, hogy a távolság nagy volt az ország szigetei között, így országos bajnokság létrehozása még nem volt lehetséges, de 2001-ben rendeztek egy országos szinten hirdetett tornát Yappon.

### 1996–1998: Nemzetközi elismerés
Egy yapi csapat meghívást kapott az 1998-as mikronéziai játékokra, amit Palauban tartottak. Annak ellenére, hogy ez volt az ország első nemzetközi szereplése és a játékosok mind 14 és 21 év közöttiek voltak, a yapi csapat meg tudta nyerni két mérkőzését a hatból. Megjelent az eseményen két FIFA-akkreditált bíró is, akik azt javasolták a szövetségnek, hogy jelentkezzenek a FIFA-ba.

### 1999–2006: Az FSMFA megalapítása és első évei
1999 januárjában megalakult a Mikronéziai szövetségi labdarúgó-szövetség (FSMFA). Az FSMFA feladata, hogy felügyeljék és irányítsák a sport fejlődését az országban. Tagjai az állami labdarúgó-szövetségek, csapatok és minden futballal kapcsolatos szervezet az országban.
A szövetség vezetőségét a FIFA meghívta az 52. FIFA-kongresszusra, amit 2000. augusztusában tartottak, Zürichben. A kongresszuson a szövetség és a FIFA fejei találkoztak, hogy megvitassák az FSMFA tagsági jelentkezését. Az ezt követő években folytatták a labdarúgás fejlesztését és a bíróképzést a négy államban.
2006-ban ismerte el az Óceániai labdarúgó-szövetség az országot, mint lehetséges jövőbeli tag.

## Fordítás
- Ez a szócikk részben vagy egészben  a   Federated States of Micronesia Football Association című angol Wikipédia-szócikk fordításán alapul.  Az eredeti cikk szerkesztőit annak laptörténete sorolja fel. Ez a jelzés csupán a megfogalmazás eredetét és a szerzői jogokat jelzi, nem szolgál a cikkben szereplő információk forrásmegjelöléseként.